# Образование в Йошкар-Оле
Муниципальная система образования городского округа представлена 102 образовательными учреждениями (30 общеобразовательных школ, 68 дошкольных образовательных учреждений, 4 учреждения дополнительного образования). В городе находятся 2 государственных вуза, частные вузы, а также средние специальные учебные заведения.

## Высшие учебные заведения Йошкар-Олы

### История
Свою историю развитие высшего профессионального образования в Йошкар-Оле берёт с 1932 года, когда Постановлением Наркомлеса СССР от 5 июня 1932 года Казанский лесотехнический институт переведён в г. Йошкар-Олу и переименован в Поволжский лесотехнический институт (позже ставший Марийским политехническим институтом, затем Марийским государственным техническим университетом, а в 2012 году переименованный в Поволжский государственный технологический университет.
В 1972 году Йошкар-Ола стала университетским городом — открылся Марийский государственный университет.
В 2003 году открылся третий вуз в Республике Марий Эл — Межрегиональный открытый социальный институт.
Подготовку педагогических кадров в городе вёл Марийский государственный педагогический институт имени Н. К. Крупской, который в 2008 году объединился с МарГУ.

### Государственные высшие учебные заведения

#### ПГТУ
В настоящее время в Поволжском государственном технологическом университете обучаются 7500 студентов очной и 5000 студентов заочной формы обучения, более 3000 обучающихся по программам среднего профессионального образования, более 150 аспирантов, 10 докторантов. В структуре университета 10 факультетов и 2 образовательных центра на правах факультетов, 49 кафедр. На кафедрах университета работают 680 преподавателей, в том числе 72 доктора и 381 кандидат наук. Университет располагает лицензиями на право ведения деятельности в области высшего профессионального образования по 23 направлениям бакалавриата, 8 направлениям магистратуры, 54 специальностям подготовки дипломированных специалистов, а также по 15 специальностям подготовки среднего профессионального образования. Ректор вуза — Романов Евгений Михайлович, доктор с/х. наук, профессор. По результатам мониторинга эффективности деятельности вузов Министерства образования и науки РФ, проведенного в октябре — ноябре 2013 года, ПГТУ признан эффективным вузом

#### МарГУ
Марийский государственный университет в настоящее время ведёт подготовку на 17 факультетах по 60 специальностям.
Ректор вуза — Швецов Михаил Николаевич, доктор. эк. наук, профессор.
По результатам мониторинга эффективности деятельности вузов Министерства образования и науки РФ, проведенного в октябре — ноябре 2013 года, МарГУ признан эффективным вузом

### Частные высшие учебные заведения
В 2022 IT-компания iSpring открыла Институт iSpring для подготовки специалистов в области информационных технологий. В настоящее время институт ведет обучение по 4 направлениям бакалавриата.

### Галерея

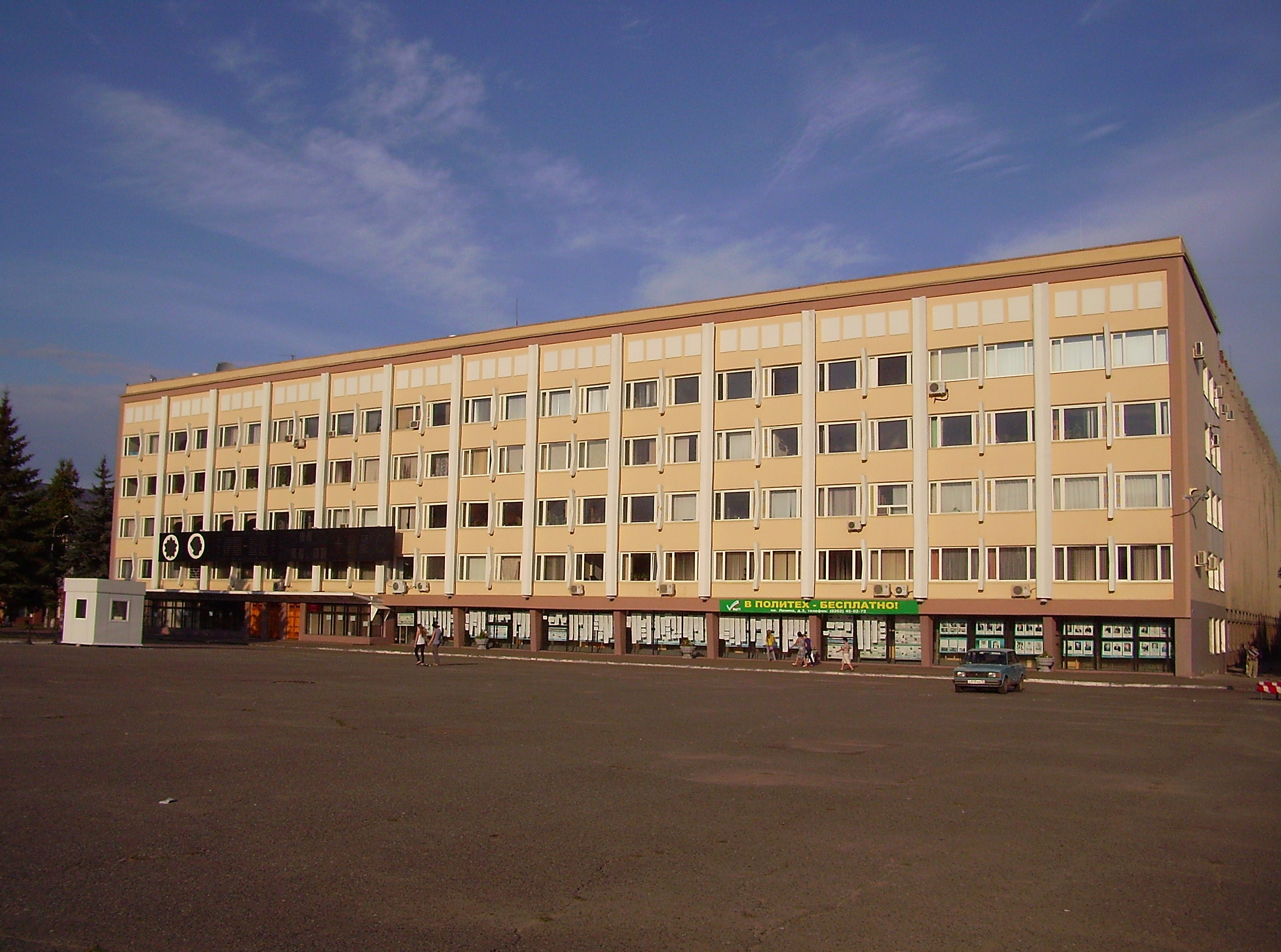
Главный корпус Поволжского государственного технологического университета
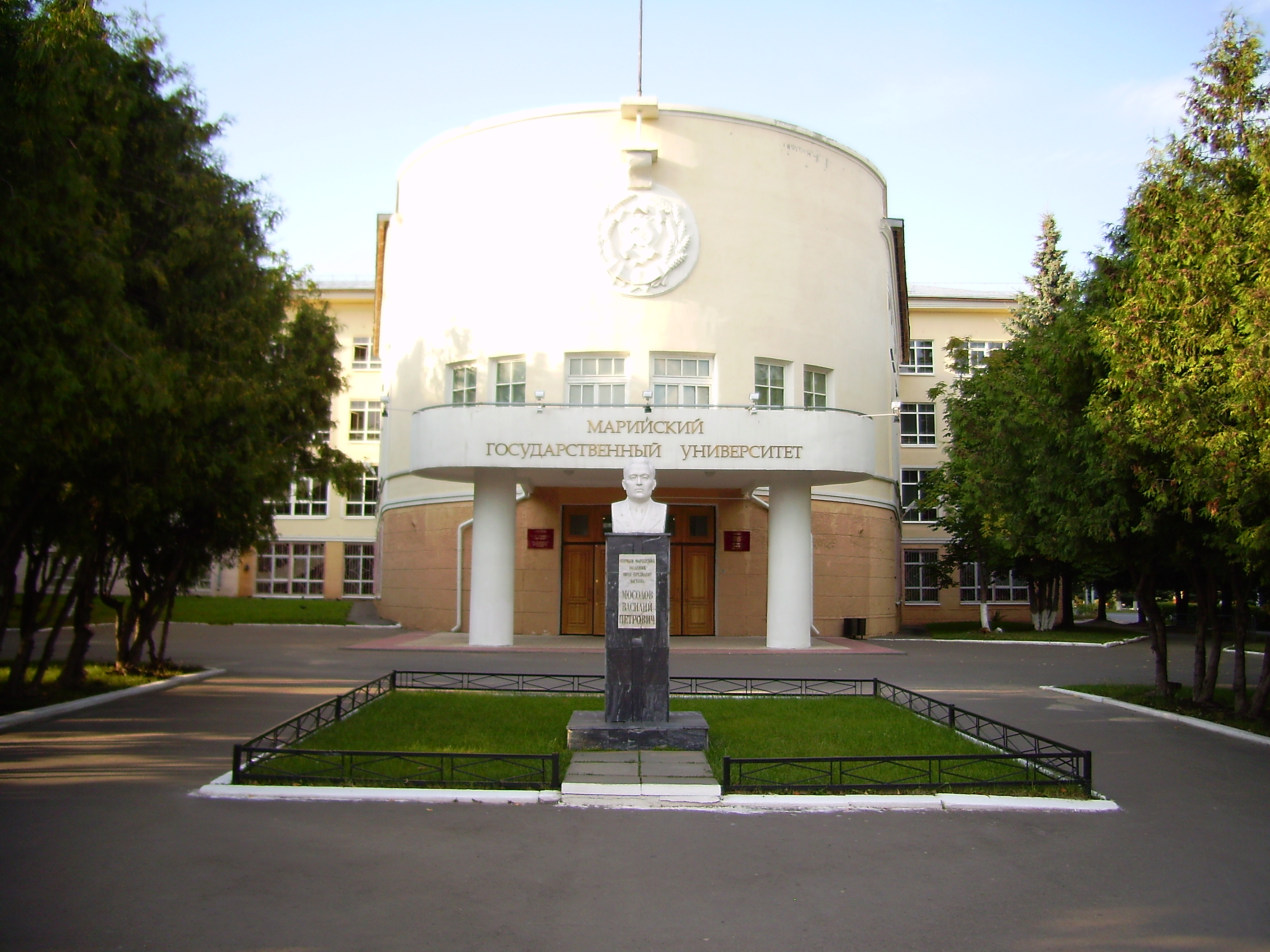
Главный корпус Марийского государственного университета
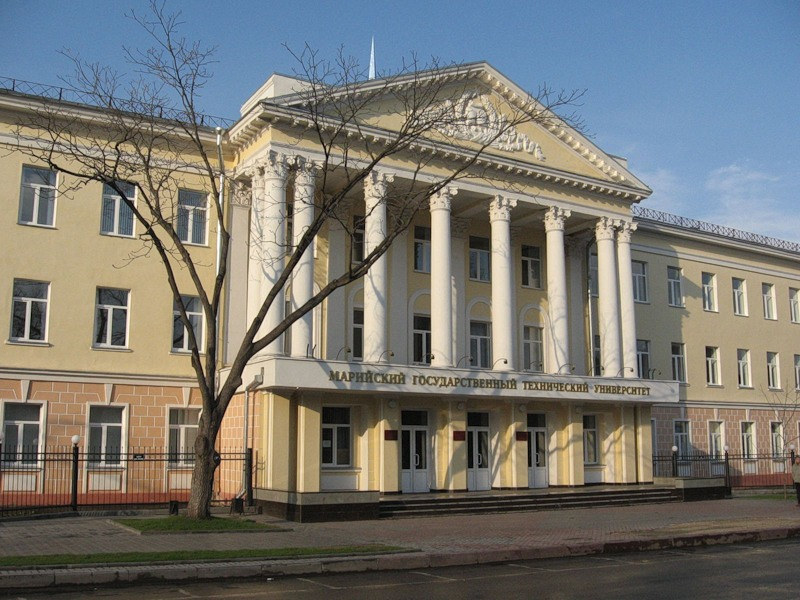
МарГТУ, 2 корпус

### Закрытые и реорганизованные учебные заведения

#### МГПИ
Марийский государственный педагогический институт имени Н. К. Крупской
В 2008 году объединился с МарГУ.

#### ИГСУ
Институт Государственной Службы и Управления при Президенте Республики Марий Эл
Был открыт в 1995 году решением В. М. Зотина (президента Республики Марий Эл) по предложению министра экономики Республики Марий Эл, кандидата экономических наук Васильева Ивана Федоровича (он же первый ректор института) как кадровый ВУЗ для подготовки персонала управления для государственных и муниципальных нужд республики, с очным и заочным отделениями.
Спустя 3 учебных года был ликвидирован последующим Президентом Республики Марий Эл.
Студенты очного отделения были переведены МарГТУ где и закончили своё образование.
Институт считался одним из самых перспективных и полезных кадровых структур республики, преподавателями института были лучшие специалисты республики (профессора и академики всех ВУЗов республики)

#### МФ МПСУ
Марийский филиал Московского психолого-социального университета (МПСУ) закрыт в 2015 году по решению учредителей в связи с тем, что не прошёл мониторинг эффективности вузов Министерства образования и науки РФ.

#### МФ СГА
Йошкар-олинский филиал Современной гуманитарной академии закрыт в 2014 году в связи с тем, что вуз был лишён государственной аккредитации.

## Средние специальные учебные заведения
В Йошкар-Оле имеется большое количество колледжей и техникумов. Среди них:
- Высший колледж ПГТУ «Политехник»[11]. Создан 25 мая 2007 года как филиал Марийского государственного технического университета (ныне Поволжского государственного технологического университета). Студенты колледжа могут на равных со студентами ПГТУ участвовать в университетской жизни, пользоваться библиотечными ресурсами университета, в том числе иметь доступ к сетевой электронной библиотеке и Интернету.
- Марийский радиомеханический техникум[12]. Основан в 1944 году.
- Строительно-промышленный техникум
- Торгово-технологический колледж
- Йошкар-Олинский техникум сервисных технологий
- Марийский политехнический техникум
- Марийский лесохозяйственный техникум
- Йошкар-Олинский строительный техникум
- Йошкар-Олинский технологический колледж
- Йошкар-Олинское художественное училище
- Марийский республиканский колледж культуры и искусств имени И. С. Палантая
- Йошкар-Олинский медицинский колледж (ЙМК). Обучает студентов по специальностям Лечебное дело, Акушерское дело, Фармация, Сестринское дело, Лабораторная диагностика.
- Маррйский кооперативный техникум
- Техникум экономики, бизнеса и рекламы. Обучает студентов по специальностям «Налоги и налогообложение», «Менеджмент», «Реклама».